# The Chronicles of Life and Death
The Chronicles of Life and Death — третий студийный альбом американской рок-группы Good Charlotte, выпущенный 5 октября 2004 года лейблом Daylight Records. Альбом вышел в двух различных версиях: «Жизнь» и «Смерть», у каждой из которых своя обложка (оформлены гитаристом Билли Мартином) и специальный бонус-трек. Также вышла японская версия, тоже со своей обложкой и бонус-треком, как на версии «Жизнь», так и на версии «Смерть», в том числе скрытый трек, «Wounded» в конце альбома. 
The Chronicles of Life and Death является последним альбомом, над которым работал Крис Уилсон вместе с Good Charlotte. Особенностью этого альбома является игра на ударных Крисом Уилсоном.

## Список композиций

### Версия «Жизнь»
1. «Once Upon a Time: The Battle of Life and Death» — 2:24
2. «The Chronicles of Life and Death» — 3:03 (Madden, Eric Valentine)
3. «Walk Away (Maybe)» — 3:20
4. «S.O.S.» — 3:42
5. «I Just Wanna Live» — 2:46 (John Feldmann, Madden, Madden)
6. «Ghost of You» — 4:50
7. «Predictable» — 3:11
8. «Secrets» — 3:53
9. «The Truth» — 3:56 (Feldman, Madden, Madden)
10. «The World Is Black» — 3:06
11. «Mountain» — 4:33 (Madden, Madden, Martin)
12. «We Believe» — 3:51
13. «It Wasn’t Enough» — 3:24 (Feldmann, Madden, Madden)
14. «In This World (Murder)» — 5:27
15. «Falling Away» (бонус-трек) — 3:05
16. «The Anthem (Live from the Abbey Road Sessions)» (бонус-трек) — 3:12
  - «Wounded» — 3:10 (скрытый трек: после тишины продолжительностью 2:24 — same track as The Anthem, and total time for this track is 8:48. Finishes at 8:41 on the version containing just «Falling Away».)

### Версия «Смерть»
1. «Once Upon a Time: The Battle of Life and Death» — 2:24
2. «The Chronicles of Life and Death» — 3:03
3. «Walk Away (Maybe)» — 3:20
4. «S.O.S.» — 3:42
5. «I Just Wanna Live» — 2:46
6. «Ghost of You» — 4:50
7. «Predictable» — 3:11
8. «Secrets» — 3:53
9. «The Truth» — 3:56
10. «The World Is Black» — 3:06
11. «Mountain» — 4:33
12. «We Believe» — 3:51
13. «It Wasn’t Enough» — 3:24
14. «In This World (Murder)» — 5:27
15. «Meet My Maker» — 3:41
  - «Wounded» — 3:10 (Hidden track)

### Японская версия
1. «Once Upon a Time: The Battle of Life and Death» — 2:25
2. «The Chronicles of Life and Death» — 3:03
3. «Walk Away (Maybe)» — 3:21
4. «S.O.S.» — 3:42
5. «I Just Wanna Live» — 2:44
6. «Ghost of You» — 4:51
7. «Predictable» — 3:11
8. «Secrets» — 3:53
9. «The Truth» — 3:56
10. «The World Is Black» — 3:06
11. «Mountain» — 4:34
12. «We Believe» — 3:52
13. «It Wasn’t Enough» — 3:24
14. «In This World (Murder)» — 5:27
15. «Falling Away» — 3:05
16. «Meet My Maker» — 3:38
17. «Predictable» (Japanese version) — 3:06
  - «Wounded» — 3:10 (Hidden track)